# 1. SNHL 1990/91
Die Saison 1990/91 der 1. Slovenská národná hokejová liga (kurz 1. SNHL; deutsch: 1. Slowakische Nationale Eishockeyliga) war die 22. Austragung der zweiten Eishockey-Spielklasse der Tschechoslowakei. Meister der Liga wurde der ŠKP PS Poprad, der direkt in die 1. Liga aufstieg. Slávia Ekonóm Bratislava stieg als Tabellenletzter in die 2. SNHL ab und wurde durch den HK 31 Kežmarok ersetzt.

## Modus
Der Spielmodus sah zwei Doppelrunden à 22 Spielen pro Mannschaft vor, d. h. je zwei Heim- und Auswärtsspiele gegen jeden anderen Teilnehmer. Die Gesamtanzahl der Spiele pro Mannschaft betrug damit in der Saison 44 Spiele. Anschließend qualifizierte sich der Tabellenerste direkt für die 1. Liga, während der Tabellenletzte direkt in die dritte Spielklasse abstieg.

## Tabelle
|     | Klub                           | Sp | S  | U | N  | Torv.   | Punkte |
| --- | ------------------------------ | -- | -- | - | -- | ------- | ------ |
| 1.  | ŠKP PS Poprad                  | 44 | 35 | 4 | 5  | 265:117 | 74     |
| 2.  | Štart Spišská Nová Ves         | 44 | 29 | 6 | 9  | 197:106 | 64     |
| 3.  | Iskra Smrečina Banská Bystrica | 44 | 26 | 9 | 9  | 191:132 | 61     |
| 4.  | ZPA Prešov                     | 44 | 23 | 8 | 13 | 175:135 | 54     |
| 5.  | VTJ Topoľčany                  | 44 | 21 | 5 | 18 | 190:160 | 47     |
| 6.  | HK 32 Liptovský Mikuláš        | 44 | 19 | 8 | 17 | 159:150 | 46     |
| 7.  | Hutník ZŤS Martin              | 44 | 19 | 6 | 19 | 162:149 | 44     |
| 8.  | Spartak ZŤS Dubnica nad Váhom  | 44 | 18 | 5 | 21 | 165:171 | 41     |
| 9.  | Sparta ZVL Považská Bystrica   | 44 | 14 | 6 | 24 | 156:216 | 34     |
| 10. | ZTK Zvolen                     | 44 | 12 | 5 | 27 | 135:198 | 29     |
| 11. | VTJ Michalovce                 | 44 | 8  | 5 | 31 | 153:214 | 21     |
| 12. | Slávia Ekonóm Bratislava       | 44 | 5  | 3 | 36 | 137:337 | 13     |

## Meisterkader von ŠKP PS Poprad
- Torhüter: Pavel Holubář, Jaroslav Landsmann, Milan Novysedlák
- Abwehrspieler: Tibor Turan, Ján Ilavský, Peter Hrehorčák, Ján Smolko, Vladimír Turan, Peter Gápa, Karol Jurčík, Vladimír Mikula, Roman Gavalier
- Angriffsspieler: Pavol Fedor, Marius Konstantinidis, Miloš Králik, Anton Lach, Martin Kalináč, Peter Jurčík, Roman Stantien, Miroslav Škovíra, Milan Slota, Ľubomír Pichoňský, Habart Wittlinger, Jiří Zadražil, David Vodák, Slavomír Pavličko, Róbert Rehák
- Trainerstab: Milan Skokan, Miroslav Holíček

## Auszeichnungen
All-Star Team
- Torhüter: Peter Harazín (Banská Bystrica)
- Abwehr: Kováčik (Zvolen), Lenďák (Spišská Nová Ves)
- Angriff: Marius Konstantinidis (ŠKP PS Poprad), Ľubomír Pichoňský (ŠKP PS Poprad), Roman Mucha (Martin)

Topscorer
1. Marius Konstantinidis (42 Tore und 34 Vorlagen, 76 Punkte)
2. Ľubomír Pichoňský (37 Tore und 34 Vorlagen, 71 Punkte)
3. Roman Stantien (21 Tore und 31 Vorlagen, 52 Punkte)

Toptorschütze
1. Marius Konstantinidis – 42 Tore
2. Ľubomír Pichoňský – 37 Tore